# 黑鰭副仙女魚
黑鰭副仙女魚，為輻鰭魚綱仙女魚目合齒魚亞目副仙女魚科的其中一種，分布於西南太平洋澳洲及紐西蘭海域，深度50-600公尺，體長可達25公分，背鰭軟條11枚;臀鰭軟條9-10枚，為深海底棲性魚類，棲息在沙泥底質的大陸棚及大陸坡底層水域，生活習性不明。

## 擴展閱讀
維基物種上的相關：黑鰭副仙女魚